# Tir als Jocs Olímpics d'estiu de 1996
Als Jocs Olímpics d'Estiu de 1996 celebrats a la ciutat d'Atlanta (Estats Units d'Amèrica) es disputaren 15 proves de tir olímpic, deu en categoria masculina i cinc en categoria femenina. Les proves es disputaren entre els dies 20 i 24 de juliol de 1996 al Wolf Creek Shooting Complex d'Atlanta.
En aquesta edició s'introduí la competició en doble fossa olímpica, tant en categoria masculina com femenina, i se suprimí la categoria mixta. La no incorporació de la categoria de skeet en categoria femenina, que en l'edició anterior de Barcelona fou guanyada per la xinesa Zhang Shan tot i ser una categoria mixta, causà controvèrsia, sent incorporada en la següent edició.
Hi participaren un total de 419 tiradors, entre ells 294 homes i 125 dones, de 100 comitès nacionals diferents.

## Resum de medalles

### Categoria masculina
| Prova                                     | Or                | Argent              | Bronze              |
| Pistola d'aire 10 metres Detalls          | Roberto Di Donna  | Wang Yifu           | Tanyu Kiryakov      |
| Pistola ràpida 25 metres Detalls          | Ralf Schumann     | Emil Milev          | Vladimir Vokhmyanin |
| Pistola lliure 50 metres Detalls          | Boris Kokorev     | Igor Basinski       | Roberto Di Donna    |
| Rifle en posició estesa 50 metres Detalls | Christian Klees   | Sergey Belyayev     | Jozef Gönci         |
| Rifle en 3 posicions 50 metres Detalls    | Jean-Pierre Amat  | Sergey Belyayev     | Wolfram Waibel      |
| Carabina d'aire 10 metres Detalls         | Artem Khadjibekov | Wolfram Waibel      | Jean-Pierre Amat    |
| Blanc mòbil 10 metres Detalls             | Yang Ling         | Xiao Jun            | Miroslav Januš      |
| Fossa Olímpica Detalls                    | Michael Diamond   | Joshua Lakatos      | Lance Bade          |
| Doble Fossa Olímpica Detalls              | Russell Mark      | Albano Pera         | Zhang Bing          |
| Skeet Detalls                             | Ennio Falco       | Mirosław Rzepkowski | Andrea Benelli      |

### Categoria femenina
| Prova                                  | Or                | Argent            | Bronze             |
| Pistola d'aire 10 metres Detalls       | Olga Klochneva    | Marina Logvinenko | Maria Grozdeva     |
| Pistola ràpida 25 metres Detalls       | Li Duihong        | Diana Iorgova     | Marina Logvinenko  |
| Carabina d'aire 10 metres Detalls      | Renata Mauer      | Petra Horneber    | Aleksandra Ivošev  |
| Rifle en 3 posicions 50 metres Detalls | Aleksandra Ivošev | Irina Gerasimenok | Renata Mauer       |
| Doble Fossa Olímpica Detalls           | Kim Rhode         | Susanne Kiermayer | Deserie Huddleston |

## Medaller
| Posició | País            | Or | Argent | Bronze | Total |
| 1       | Rússia          | 3  | 2      | 1      | 6     |
| 2       | R.P. de la Xina | 2  | 2      | 1      | 5     |
| 3       | Alemanya        | 2  | 2      | 0      | 4     |
| 4       | Itàlia          | 2  | 1      | 2      | 5     |
| 5       | Austràlia       | 2  | 0      | 1      | 3     |
| 6       | Estats Units    | 1  | 1      | 1      | 3     |
| 6       | Polònia         | 1  | 1      | 1      | 3     |
| 8       | França          | 1  | 0      | 1      | 2     |
| 8       | RF Iugoslàvia   | 1  | 0      | 1      | 2     |
| 10      | Bulgària        | 0  | 2      | 2      | 4     |
| 11      | Kazakhstan      | 0  | 2      | 1      | 3     |
| 12      | Àustria         | 0  | 1      | 1      | 2     |
| 13      | Belarús         | 0  | 1      | 0      | 1     |
| 14      | Eslovàquia      | 0  | 0      | 1      | 1     |
| 14      | Txèquia         | 0  | 0      | 1      | 1     |